# 토메

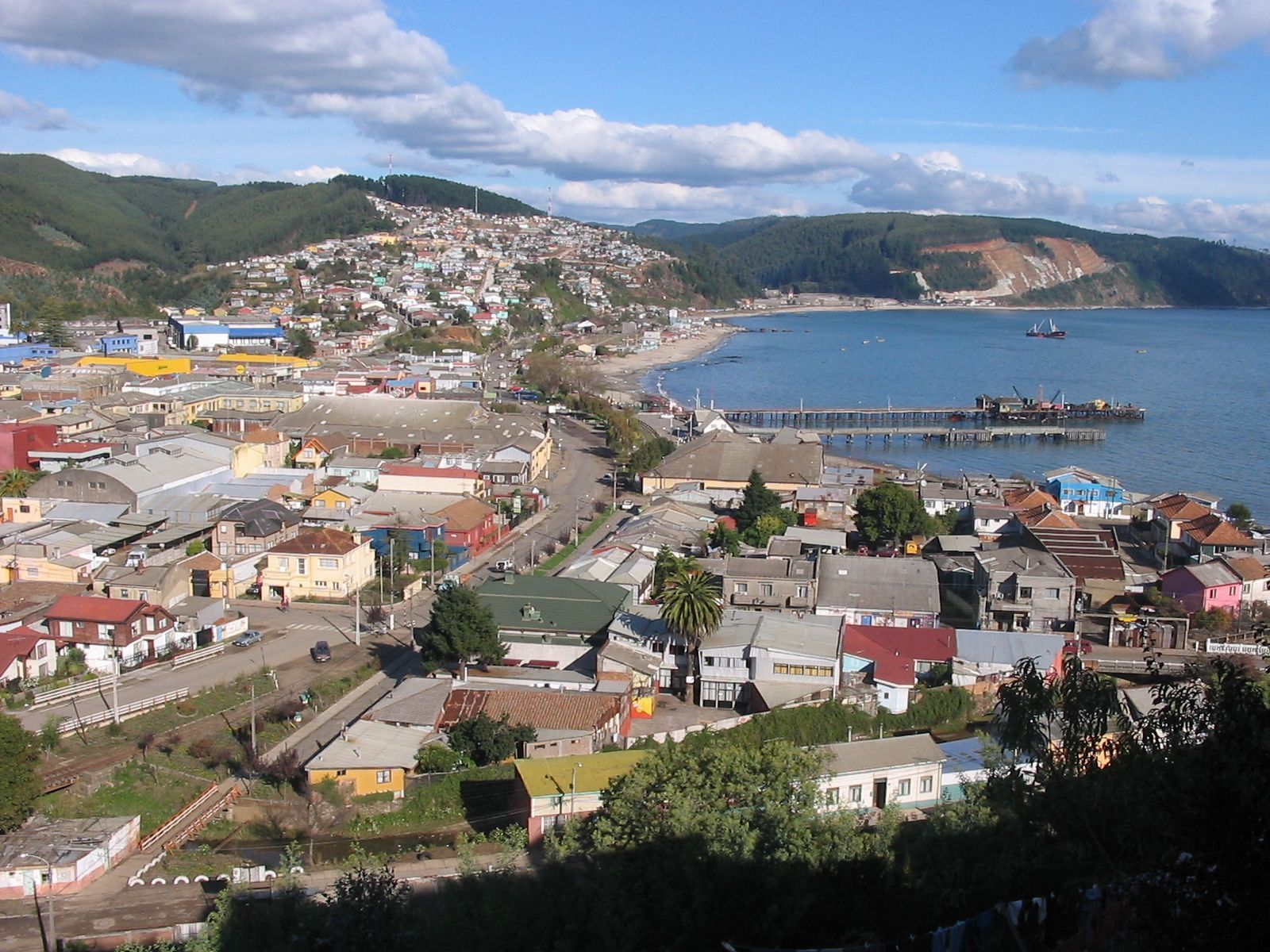
토메

토메의 위치

토메(스페인어: Tomé)는 칠레 비오비오주 콘셉시온 현에 위치한 도시로 면적은 494.5km2, 높이는 12m, 인구는 53,219명(2012년 기준)이다. 도시가 설립된 시기는 1544년 9월 30일이다. 주요 산업은 직물 공업과 어업이다.